# Oekraïense parlementsverkiezingen 2002
In Oekraïne vonden op 31 maart 2002 parlementsverkiezingen plaats. De strijd ging om de 450 zetels van de Verchovna Rada, het Oekraïense parlement. De stemlokalen waren open van 7 uur 's ochtends tot 10 uur 's avonds.

## Uitslagen
Volgens opgave van de Centrale Kiescommissie was de opkomst 69,27%. De definitieve uitslagen werden op 11 april door de voorzitter van de Centrale Kiescommissie bekendgemaakt.

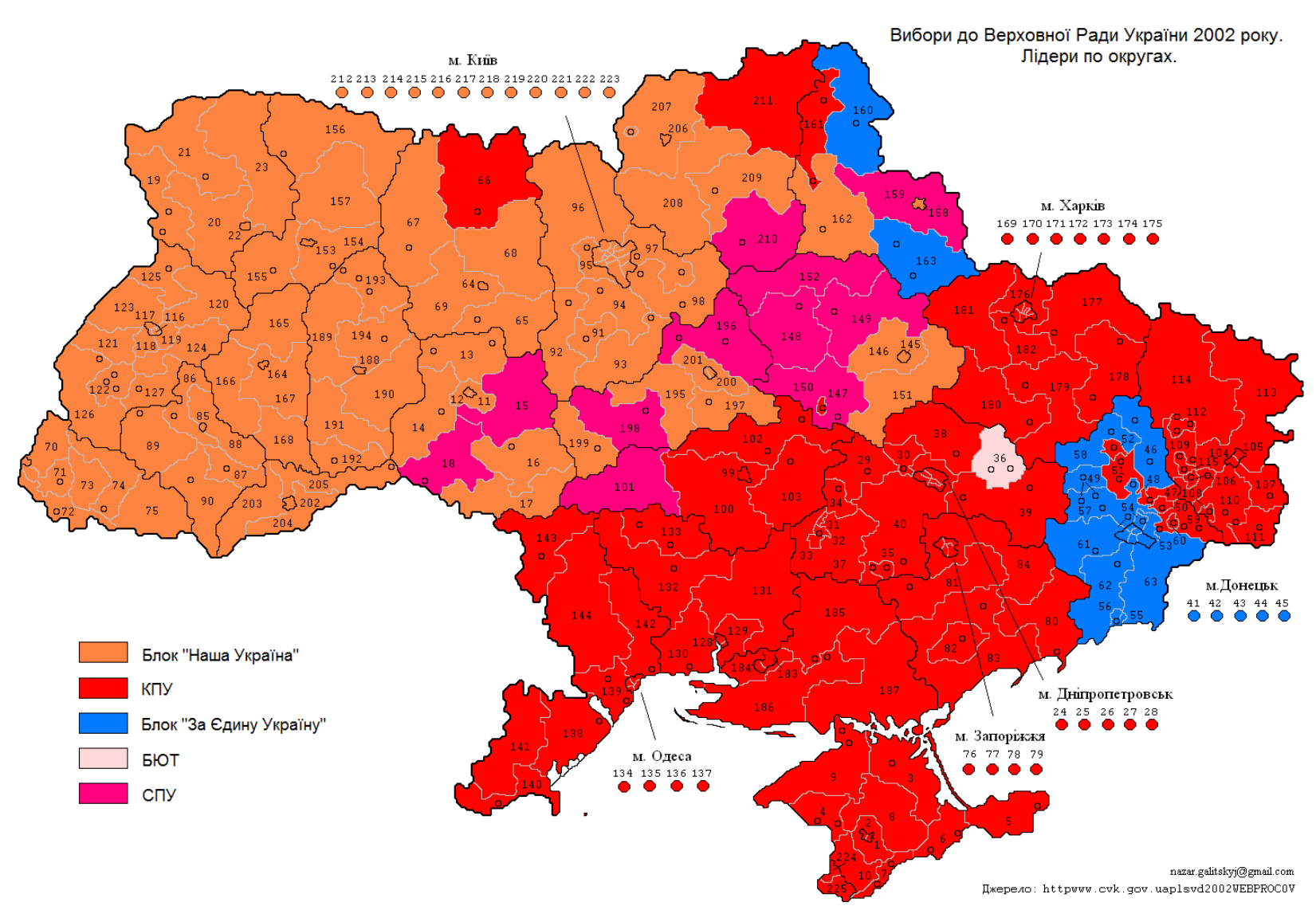
Leidende partij per kiesdistrict

Resultaten van de Oekraïense parlementsverkiezingen:
| Partij of lijstcombinatie (alleen voor zover deze landelijk meer dan 5% van de stemmen heeft behaald) | Stemmen   | %     | Zetels |
| --- | --------- | ----- | ------ |
| Ons Oekraïne (Blok Nasja Oekraïna)                                                                    | 6.108.088 | 23,57 | 70     |
| Communistische Partij van Oekraïne (Komunistitjsna Partija Oekraïni)                                  | 5.178.074 | 19,99 | 59     |
| Voor een verenigd Oekraïne! (Za Yedynu Ukrayinu!))                                                    | 3.051.056 | 11,78 | 35     |
| Blok Joelia Tymosjenko (Blok Yuliyi Tymoshenko)                                                       | 1.882.087 | 7,26  | 22     |
| Socialistische Partij van Oekraïne (Sotsialistitsjna Partija Oekraïni)                                | 1.780.642 | 6,87  | 20     |
| SDPU (o) (Narodni Blok Lytvyna)                                                                       | 1.626.721 | 6,28  | 19     |
| Tegen alle kandidaten                                                                                 |           | 1,77  |        |
| Andere (< 1%) en ongeldig                                                                             |           | 9,04  |        |
| Totaal                                                                                                |           | 100   | 450    |
| Bron: Central Election Commission of Ukraine (Engels)                                                 |           |       |        |

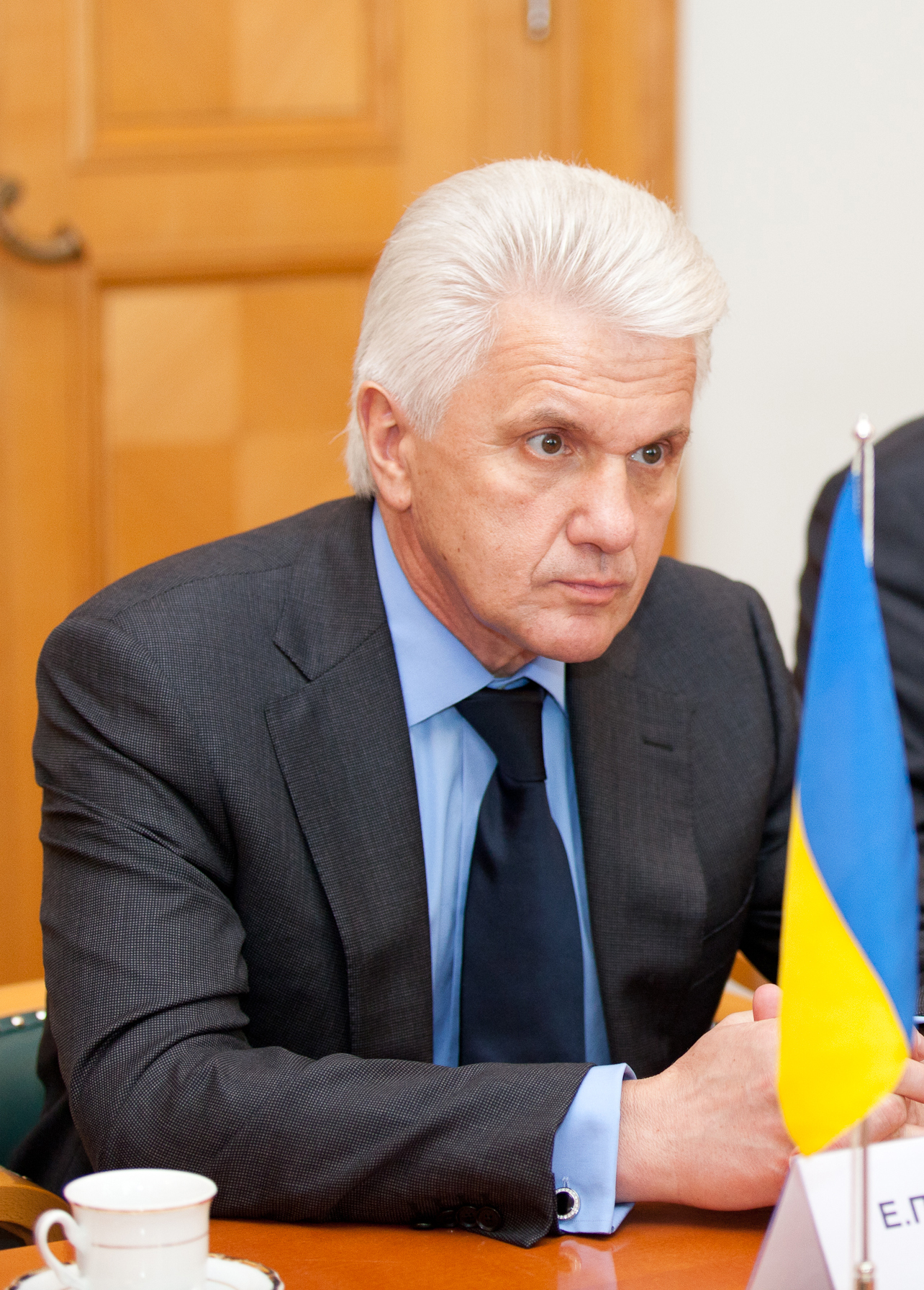
Volodymyr Lytvyn (Voor een Verenigd Oekraïne!)
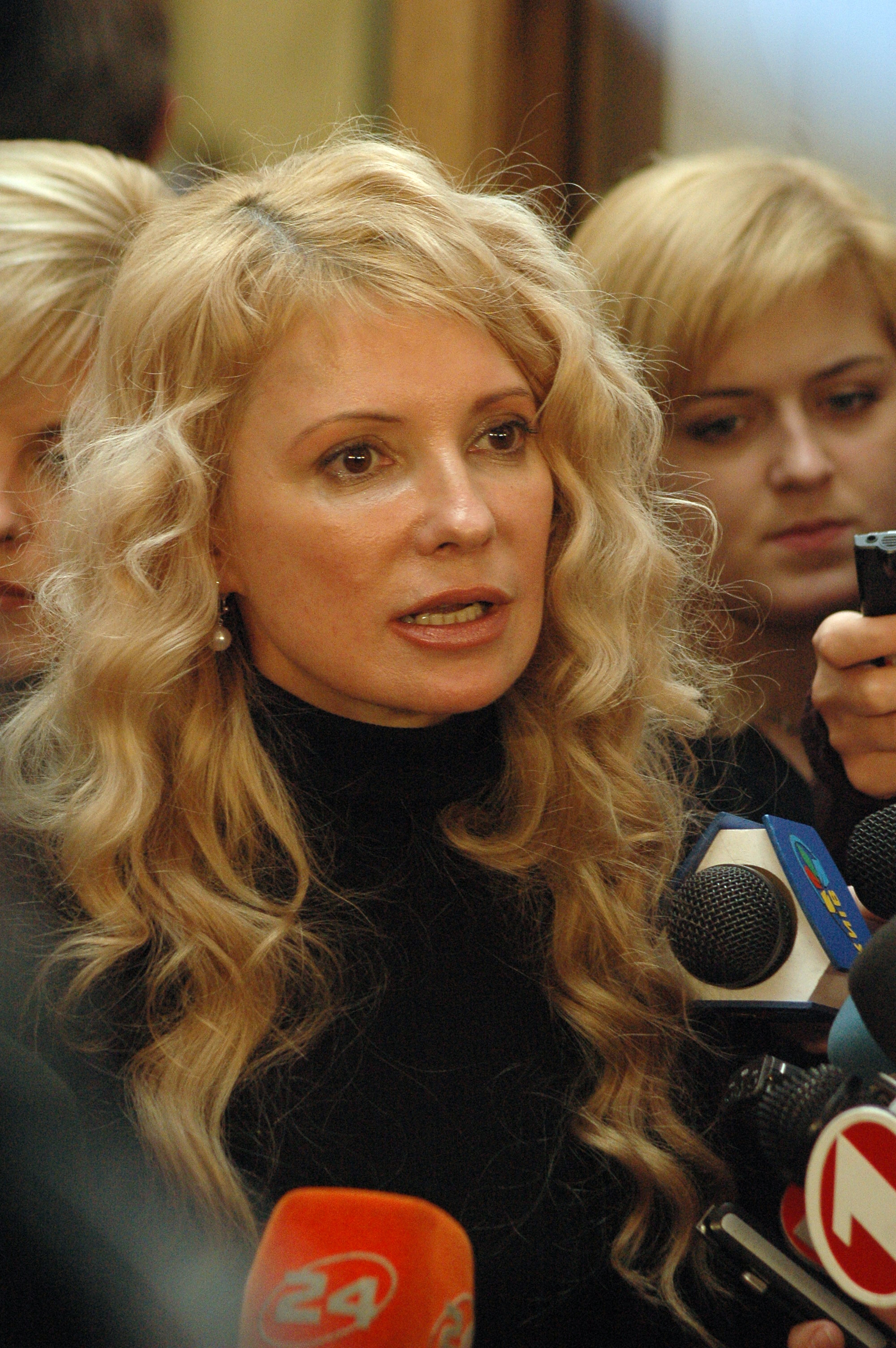
Joelia Tymosjenko (Blok Joelia Tymosjenko)
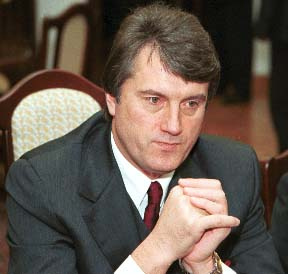
Viktor Joesjtsjenko (Ons Oekraïne)